# 塞伦 (梅克伦堡-前波美拉尼亚州)
塞伦（德語：Sehlen）是德国梅克伦堡-前波美拉尼亚州的市镇，隶属于前波美拉尼亚-吕根县，总面积为20.59平方千米，截至2020年总人口为848人。